# Tarnobřeh
Tarnobřeh (polsky Tarnobrzeg) je průmyslové město v jihovýchodním Polsku. Leží v severní části Podkarpatského vojvodství na řece Visle.

## Rodáci
- Juliusz Kydryński, polský spisovatel a překladatel

## Partnerská města
- Banská Bystrica, Slovensko